# Agueda Martinez: Our People, Our Country
Agueda Martinez: Our People, Our Country ist ein Dokumentar-Kurzfilm von Esperanza Vasquez aus dem Jahr 1977.

## Inhalt und Hintergründe
Der Film dokumentiert das Leben von Agueda Salazar Martinez aus Medanales in New Mexico. Der Lebensstil von Doña Agueda, wie die damals fast 80-jährige Frau genannt wird, befindet sich im Einklang mit der Natur und der Tradition kategorisierter und bewährter Werte. Der Film zeigt Agueda Martinez tief verwurzelte Beziehung mit dem Land und ihrer Familie. Sie wird gezeigt bei der Bewirtschaftung ihrer Felder, beim Ernten von grünem Chili, beim Sammeln von Kräutern, Kochen und Gesprächen mit ihren Enkelkindern und beim Weben am Webstuhl.
Sie wurde als erste Künstlerin bekannt, die Teppiche und Decken im Stile der Chimayo webte. Hierüber sagte sie, dass die Liebe zu weben und diese Arbeit sie nie müde werden lassen. Sie werde bis zu dem Tag weben, bis sie sich nicht mehr bewegen kann. Bis zu dem Tage werde man sie auf dem Webstuhl tanzen finden („Me va hallar bailando en el telar“).
Sie stellte ihre Webarbeiten mit fast 90 Jahren auf dem Smithsonian Folklife Festival 1986 aus und wurde 1993 als erste Frau hispanoamerikanischer Abstammung mit dem Women’s Caucus for Art Lifetime Achievement Award ausgezeichnet. Ihre Kunst ist unter anderem in der Smithsonian Institution und im Museum of International Folk Art ausgestellt. Sie verstarb am 6. Juni 2000 im Alter von 102 Jahren. Zu ihren zehn Kindern gehörte Eppie Archuleta, die ebenfalls als Weberin Kunst im Chimayo-Stil herstellt.

## Auszeichnungen
Moctesuma Esparza wurde für den Film bei der Oscarverleihung 1978 für den Oscar für den besten Dokumentar-Kurzfilm nominiert.